# Interacțiune medicamentoasă
Interacțiunile medicamentoase apar în momentul în care mecanismul de acțiune al unui medicament administrat în organism este afectat de anumiți factori, precum alimentele, băuturile sau chiar prezența altor medicamente. De multe ori, aceste situații duc la inhibarea unui substrat specific medicamentului, ceea ce face ca acesta să se lege de ținte nespecifice, inducând reacții adverse diverse. Acest concept poate fi folositor (pentru a crește eficacitatea tratamentului, sau în cazuri de antidotism în intoxicații) sau poate induce toxicitate. Riscul interacțiunilor de tipul medicament-medicament crește odată cu numărul medicamentelor dintr-un tratament.
Interacțiunile medicamentoase pot fi de natură farmacocinetică sau farmacodinamică.